# Elara (astronomia)
Elara (in greco Ελάρη) è un satellite naturale di Giove; fu scoperta da Charles Dillon Perrine presso l'Osservatorio Lick, in California il 2 gennaio 1905.

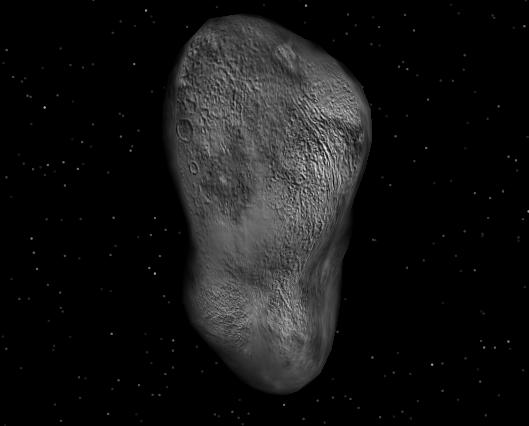
Rappresentazione artistica di Elara.

Elara ha ricevuto il suo nome attuale solamente nel 1975; prima di allora era nota semplicemente come Giove VII. Qualche volta ci si riferiva a lei col nome Era. Elara, nella mitologia greca, era la madre di Tizio, il cui padre era Zeus (Giove).
Il satellite appartiene al gruppo di Imalia, che comprende satelliti che orbitano Giove ad una distanza compresa tra 11 e 13 milioni di chilometri, con un'inclinazione orbitale di circa 27,5°.